# Amphiesma deschauenseei
Amphiesma deschauenseei là một loài rắn trong họ Colubridae. Loài này được Taylor mô tả khoa học đầu tiên năm 1934.